# 古斯塔夫·鲁西研究所
古斯塔夫·鲁西研究所（法語：Institut Gustave Roussy）是法国巴黎南郊维勒瑞夫的一个癌症研究中心，以瑞士裔法国病理学家古斯塔夫·鲁西的名字命名。